# October Rust
October Rust, prodotto nel 1996 dalla Roadrunner Records, è il quarto album della band statunitense Doom metal Type O Negative. È il primo album della band per il batterista Johnny Kelly, entrato al posto di Sal Abruscato, che lasciò la band subito dopo l'album Bloody Kisses.
L'album è il primo dei loro lavori che ha come traccia di introduzione uno "scherzo": in questo caso Bad Ground dura 38 secondi e dovrebbe suonare come se le casse dell'ascoltatore fossero collegate male. La seconda e l'ultima traccia (senza titolo anche nel booklet) sono un'ulteriore introduzione ed una conclusione dell'album fatte da parte della band. L'undicesima traccia è la cover di una canzone di Neil Young. La band polacca Gothic metal / Progressive metal Moonlight ha composto una cover della traccia "Love You to Death".

## Tracce
1. Bad Ground (0:38)
2. (senza titolo) (0:21)
3. Love You to Death (7:08)
4. Be My Druidess (5:25)
5. Green Man (5:47)
6. Red Water (Christmas Mourning) (6:48)
7. My Girlfriend's Girlfriend (3:46)
8. Die With Me (7:12)
9. Burnt Flowers Fallen (6:09)
10. In Praise of Bacchus (7:36)
11. Cinnamon Girl (Neil Young cover) (4:00)
12. The Glorious Liberation Of The People's Technocratic Republic Of Vinnland By The Combined Forces Of The United Territories Of Europa (1:07)
13. Wolf Moon (Including Zoanthropic Paranoia) (6:37)
14. Haunted (10:07)
15. (senza titolo) (0:08)

## Formazione
Gruppo
- Peter Steele - voce, basso
- Kenny Hickey - chitarra, cori
- Josh Silver - tastiera, sintetizzatore, programmazione, effetti, cori
- Johnny Kelly - drum machine, percussioni, cori

Altri musicisti
- Val Ium - voce femminile nel brano In Praise of Bacchus